# Rusty Zinn
Rusty Zinn (* 1970 in Long Beach, Kalifornien) ist ein US-amerikanischer Bluesgitarrist.

## Leben
Er wurde von seinem Bruder mit dem Blues bekannt gemacht, der ihm, als er fünfzehn Jahre alt war, Platten von Muddy Waters und Howlin Wolf vorspielte. Aber auch schon früher hörte er Platten aus der Rhythm and Bluessammlung seiner Mutter. Mit 17 Jahren begann Rusty Zinn mit dem Gitarrespiel, wobei ihn der Stil von Jimmy Rogers, Eddie Taylor, Robert Lockwood junior und Luther Tucker beeinflussten. Tucker wurde eine zentrale Figur für seine Karriere, als er Zinn einlud, mit ihm bei einem Auftritt in Santa Cruz zu jammen. Tucker war so beeindruckt von Zinns Enthusiasmus und Intensität, dass er ihn unter seine Fittiche nahm.
Zinn machte sich bald einen Namen als Mitglied von verschiedenen Bluesbands aus der Bay Area. Er spielte wegen seines wachsenden Rufs auch für tourende Bluesgrößen wie Snooky Pryor und Jimmy Rogers. Später spielte er mit Mark Hummel, dem Mundharmonikaspieler. Bei einem der zahlreichen Auftritte lernte er Kim Wilson kennen, der ihn einlud in Austin bei den Aufnahmen zu seiner CD "Tigerman" dabei zu sein. Zinn wurde auch Gitarrist der Band, die Wilson zusammenstellte und beeindruckte ihn durch die Reife, die Zinn schon in frühen Jahren erreicht hatte. 1996 brachte Wilson Zinn zu Black Top Records, für die er zwei von der Kritik und dem Publikum gefeierte Alben aufnahm. Seither tourt er sehr viel und ist bei wichtigen Bluesfestivals wie z. B. The Monterey Jazz Festival, The Long Beach Blues Festival, Blues by the Bay und The Russian River Blues Festival aufgetreten. Heute treibt er seine musikalische Entwicklung immer weiter, gelenkt von seiner Liebe zu Soul, R&B, Blues, Reggae und Rock.

## Auszeichnungen
- W. C. Handy Award – Nominierung 1996 als Best New Blues Artist

## Diskographie
- 1996  Sittin' & Waitin' (Black Top Records 1134)
- 1999  Confessin' (Black Top Records 1151)
- 2000  The Chill (Alligator 4876)
- 2005  Zinfidelity, Vol. 1 (Bad Daddy #13)
- 2007  Reggaeblue (Bad Daddy #23)
- 2008  Live at Moe's Alley (with the Roadmasters feat.Kim Wilson) (Blue Beat Music 101)
- 2009  Manifestation (9 Above Rec. IDC 360)
- 2015  The Reggae Soul of Rusty Zinn (Rockbeat Rec.)

Als Gastmusiker (Auswahl)
- 2002 Mark Hummel – Golden State Blues (Electro-Fi 3375)
- 2008 Mark Hummel – Chicago Blues Party Recorded Live! 1980–1992 (Mountain Top #23)
- 2008 Mark Hummel's Blues Harmonica Blowouts "Still Here and Gone" (Electro-Fi 3410)
- 1999 Vintage Mark Hummel – Harmonica Party – Mountain Top  West Coast Blues Session Vol. 4 (Mountain Top 400)
- 1993 Kim Wilson – Tigerman (Antone's #23)
- 2001 Km Wilson – Smokin' Joint (M.C.Records #43)
- 2007 Phillip Walker – Going Back Home (Delta Groove 115)
- 2002 Little Charlie & the Nightcats – That's Big (Alligator 4883)
- 2005 Little Charlie & the Nightcats – Nine Lives (Alligator 4902)
- 2000 Kid Ramos – West Coast House Party (Evidence 26111)
- 2002 Frank Muschalle Trio – Frank Muschalle Trio feat.Rusty Zinn (styx 1010)